# Muelle de fuerza constante

Gráficos de carga vs extensión de resortes de fuerza constante comparados con resortes ideales

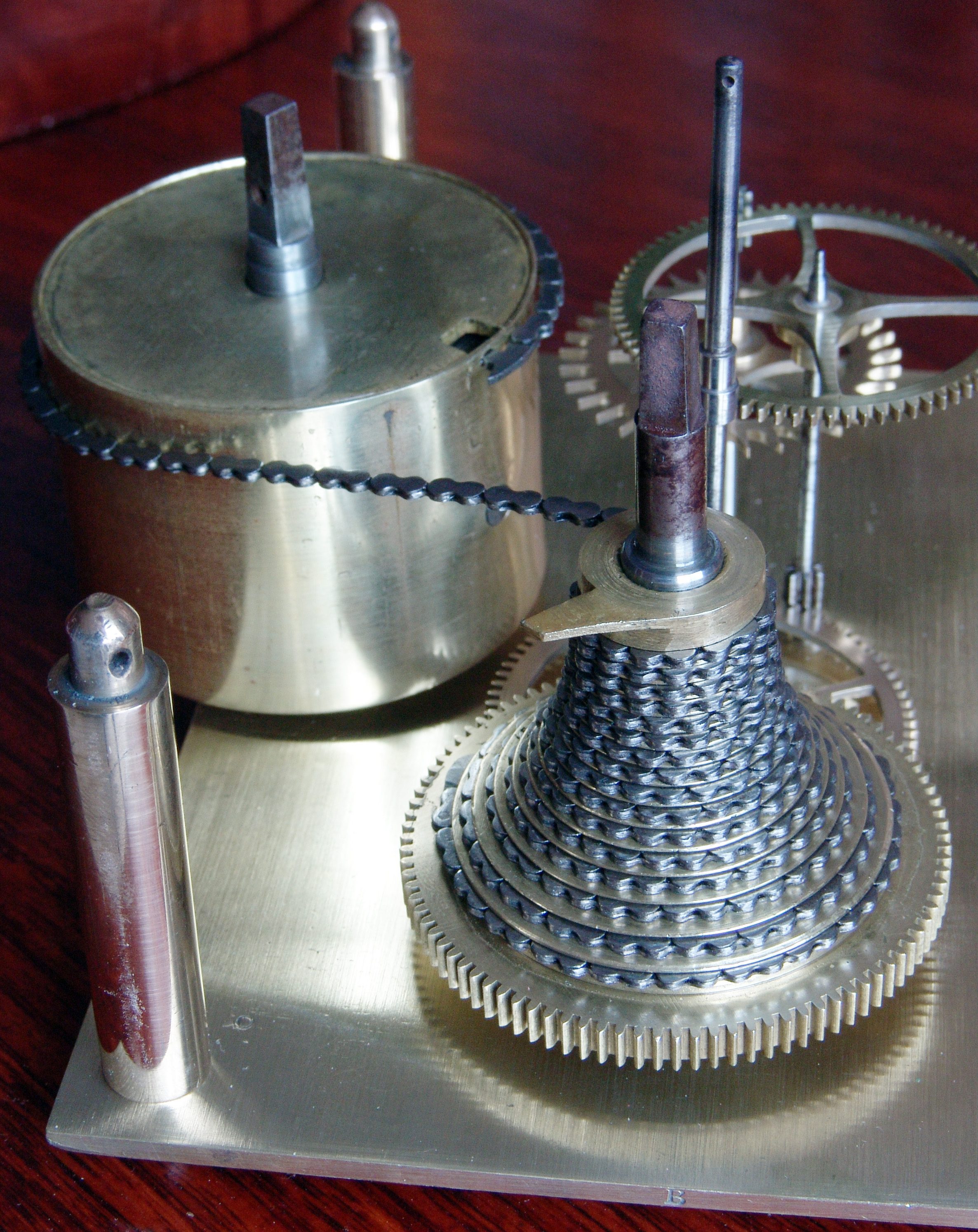
Caracol, dispositivo mecánico utilizado en relojería para obtener una fuerza de impulsión constante a partir de un muelle espiral

Un muelle de fuerza constante ideal es un tipo de resorte tal que la fuerza necesaria para su alargamiento es constante, es decir, no obedece la ley de Hooke. En realidad, los "muelles de fuerza constante" no proporcionan una fuerza verdaderamente constante, y se construyen con materiales que obedecen a la ley de Hooke. En general, se diseñan a partir de una cinta enrollada de acero elástico, conformada de tal manera que el resorte tiende a enrollarse cuando está relajado. 
La aproximación a una "fuerza constante" se obtiene mediante una espiral de gran longitud y una posición de reposo precargada, de modo que la fuerza inicial no comienza desde cero, sino a partir de un valor finito. Para variaciones relativamente pequeñas alrededor de esta posición inicial, la fuerza ejercida por el resorte es aproximadamente constante, independientemente de la longitud en la que se desenrolle. 